# 長渕剛LIVE'89
『長渕剛LIVE'89』（ながぶちつよし・ライブ・はちじゅうきゅう）は、日本のミュージシャン、長渕剛のライブ・アルバムである。
1990年2月21日に東芝EMI／エキスプレスよりリリースされた。

## 解説
1989年7月13日、7月14日の2日間にわたって行われた横浜アリーナでの公演（『昭和』ツアーのファイナル）から収録されている。2枚組CD。完全版と思われがちだが、曲順はかなり編集されている。また、弾き語りのコーナーで歌った「勇次」は収録されていない。
笛吹利明はこの『昭和』ツアーについて「どの公演の音源を使っても、すぐライブアルバムが作れるぐらいクオリティが高かった」と述懐しており、長渕本人も「一番ハードなツアーだった」と述懐している。

## リリース履歴
| No. | 日付          | レーベル              | 規格   | 規格品番                            | 最高順位 | 備考                         |
| --- | ------------- | --------------------- | ------ | ----------------------------------- | -------- | ---------------------------- |
| 1   | 1990年2月21日 | 東芝EMI／エキスプレス | CD・CT | TOCT-5630〜1 (CD) TOTT-5630〜1 (CT) | 1位      |                              |
| 2   | 2006年3月8日  | 東芝EMI／エキスプレス | CD     | TOCT-25962〜3                       | -        | 24ビット・デジタルリマスター |

## 収録曲
| 全作詞・作曲: 長渕剛（注記を除く）。 |                                |                      |                      |      |
| #                                    | タイトル                       | 作詞                 | 作曲・編曲           | 時間 |
| 1.                                   | 「くそったれの人生」           | 長渕剛（注記を除く） | 長渕剛（注記を除く） | 6:20 |
| 2.                                   | 「泣いてチンピラ」             | 長渕剛（注記を除く） | 長渕剛（注記を除く） | 6:12 |
| 3.                                   | 「ろくなもんじゃねえ」         | 長渕剛（注記を除く） | 長渕剛（注記を除く） | 4:46 |
| 4.                                   | 「ほんまにうち寂しかったんよ」 | 長渕剛（注記を除く） | 長渕剛（注記を除く） | 6:45 |
| 5.                                   | 「He・la-He・la」              | 長渕剛（注記を除く） | 長渕剛（注記を除く） | 5:19 |
| 6.                                   | 「巡恋歌」                     | 長渕剛（注記を除く） | 長渕剛（注記を除く） | 5:56 |
| 7.                                   | 「シェリー」                   | 長渕剛（注記を除く） | 長渕剛（注記を除く） | 5:57 |
| 8.                                   | 「激愛」                       | 長渕剛（注記を除く） | 長渕剛（注記を除く） | 8:12 |
| 9.                                   | 「乾杯」                       | 長渕剛（注記を除く） | 長渕剛（注記を除く） | 4:26 |
| 10.                                  | 「素顔」                       | 長渕剛（注記を除く） | 長渕剛（注記を除く） | 4:32 |
| 11.                                  | 「碑」                         | 長渕剛（注記を除く） | 長渕剛（注記を除く） | 7:38 |
| 12.                                  | 「いつかの少年」               | 長渕剛（注記を除く） | 長渕剛（注記を除く） | 5:46 |
| 合計時間:                            | 合計時間:                      | 71:51                |                      |      |

| #         | タイトル                                      | 作詞  | 作曲・編曲 | 時間 |
| --------- | --------------------------------------------- | ----- | ---------- | ---- |
| 1.        | 「GO STRAIGHT」                               |       |            | 4:47 |
| 2.        | 「プン プン プン」                            |       |            | 7:33 |
| 3.        | 「SUPER STAR」                                |       |            | 4:33 |
| 4.        | 「明け方までにはケリがつく」                  |       |            | 6:38 |
| 5.        | 「裸足のまんまで」                            |       |            | 4:33 |
| 6.        | 「DON'T CRY MY LOVE」(作詞：長渕剛、吉見佑子) |       |            | 9:49 |
| 7.        | 「勇次」                                      |       |            | 6:43 |
| 8.        | 「とんぼ」                                    |       |            | 9:12 |
| 9.        | 「STAY DREAM」                                |       |            | 5:51 |
| 10.       | 「昭和」                                      |       |            | 9:28 |
| 合計時間: | 合計時間:                                     | 69:09 |            |      |

## 曲解説

### DISC-1
1. くそったれの人生
2. 泣いてチンピラ
3. ろくなもんじゃねえ
4. ほんまにうち寂しかったんよ
5. He・la-He・la
6. 巡恋歌
7. シェリー
8. 激愛
9. 乾杯
ほぼ聴衆によって歌われている。後にこのライブ・バージョンがベスト・アルバム『いつかの少年』（1994年）に収録された。
10. 素顔
11. 碑
12. いつかの少年
シングル「しょっぱい三日月の夜」カップリング曲。

### DISC-2
1. GO STRAIGHT
2. プン プン プン
3. SUPER STAR
4. 明け方までにはケリがつく
5. 裸足のまんまで
6. DON'T CRY MY LOVE
冒頭に長渕のMCが入っている。
7. 勇次
8. とんぼ
9. STAY DREAM
10. 昭和

## 参加ミュージシャン
- 島村英二 - ドラムス
- 岡沢章 - エレクトリックベース
- 長渕剛 - アコースティック・ギター
- 笛吹利明 - アコースティック・ギター
- 矢島賢 - エレクトリックギター
- 中西康晴 - キーボード
- 浜田良美 - コーラス、ギター